# Suruç
Suruç là một huyện thuộc tỉnh Şanlıurfa, Thổ Nhĩ Kỳ. Huyện có diện tích 735 km² và dân số thời điểm năm 2007 là 102667 người, mật độ 140 người/km².